# Raphaël Sanchez
Raphaël Sanchez (* 1964 in Paris) ist ein französischer Komponist, Pianist und Dirigent.

## Leben
Sanchez studierte am Conservatoire de Paris Klavier bei Carmen Taccon und Germaine Mounier, Solfège bei Berthe Duru-Delacour und Christian Manen sowie Harmonielehre und Kontrapunkt bei Alain Bernaud und Jean-Claude Henri. Es schloss sich ein Studium der Filmmusikkomposition bei Laurent Petit-Gérard und eine Ausbildung bei den Dirigenten Michael Dixon, Paul Morris und David Charles Abell an.
Seitdem ist Sanchez als Pianist, Dirigent, Arrangeur und Komponist vorrangig auf dem Gebiet der Bühnen-, Unterhaltungs- und Filmmusik aktiv. So war er von 1990 bis 1994 Klavierbegleiter von Mireille Mathieu, danach bis 1997 und 2000–01 von Charles Aznavour. Weiterhin arbeitete er als Begleiter, Dirigent oder Arrangeur mit Julia Migenes, Erik Berchot, Jean Guidone, Nana Mouskouri, Richard Clayderman, Michel Legrand, Carlos d'Aurelio, Shimizu Yasuaki Mahin Zarinpanjeh, Juan José Mosalini und anderen zusammen. Mehr als zehn Jahre war er Komponist und musikalischer Direktor des Zirkus Annie Fratellini. 2005 wurde er als Bandleader des Cirque du Soleil für dessen Nordamerikatournee engagiert.
1991–92 leitete er bei der Aufführung des Musicals Les Misérables am Pariser  Théâtre Mogador abwechselnd mit seinem Lehrer Abell das Orchester. Beim  Festival d'Ile-de-France 1994 war er Arrangeur und Dirigent des Bal de la libération. Im gleichen Jahr war er Pianist beim Konzert-Spektakel Annie Fratellini am Théâtre des Champs Elysées (mit Michel Portal und Patrice Fontanarosa).
Beim Concerto pour un Clown von Valérie Fratellini 1997 in Lyon wirkte er als Dirigent und Komponist mit. Im Folgejahr leitete er bei einer Japantournee des Les Ballets de Monte-Carlo (Choreographie Jean-Christophe Maillot) in der Aufführung von Sergei Prokofjews Romeo und Julia das Tokyo New City Symphonic Orchestra. Für die Aufführung von Arthur Schnitzlers Stück Der Reigen durch die Compagnie théâtrale Francis Perrin 1999 schrieb er die Schauspielmusik. 2000 war er Komponist und musikalischer Leiter bei der Aufführung von Beaumarchais et le Barbier de Seville, la Dernière durch die Theatergruppe L'égale à égaux. 2004 war er musikalischer Leiter bei der Aufführung der musikalischen Komödie Chicago von John Kander, Fred Ebb und Bob Fosse in Paris.

## Diskographie
- Carlos D’Alessio-Home Movies le Disque, 1986
- Hervé Cavelier-Vol de Nuit, 1989"
- CATS-version française, 1990
- Mireille Mathieu au Palais des Congrès, 1990
- Les Misérables-Paris, 1991
- Marc Perrone: Cinéma-Mémoire, 1993
- Indigo: Furioso, 1993
- Marc Perrone: Comptines, 1993
- Zaniboni en concert, 1994
- Aznavour au Palais des Congrès, 1994
- Marc Perrone: Jacaranda, 1995
- Jacke Desmarais, John Gilbert, Robert Charlerois: So Rare, 1995
- Aznavour à l'opéra d'Erevan, 1996
- Indigo: Carnets de Vol, 1997
- Enzo-Enzo: Oui, 1997
- Catherine le Forestier chante Rimbaud, 1998
- Romain Didier, Allain Leprest: Pantin-Pantine, 1998
- Christian Legoff: Plurien, 1999
- Stéphanie Martin: Smile, 1999
- Andrés Ramos, Juanjo Mosalini, Raphaël Sanchez: Tango a Trés, 1999
- La Ronde, Schauspielmusik zum Stück von A. Schnitzler, 2000
- Clémence Gegauff: My Funny Valentine, 2000
- Mahin Zarinpanjeh: Norooz, 2000
- Nana Mouskouri, 2000
- Richard Clayderman, 2000
- Dance of the Little Witch, musikalische Erzählung für Kinder, 2000
- Aznavour – La Dernière Tournée, 2000
- Lââm: Que l'Amour Nous Garde, 2001
- Mahin Zarinpanjeh: Persian Dances, 2001
- Schauspielmusik zu Beaumarchais et le Barbier de Séville, la dernière, 2002
- Filmmusik zu A Louer, 2002
- Erik Berchot: Piano Elegance Vol 3, 2002
- Mahin Zarinpanjeh: Lourdes, 2003
- Schauspielmusik zu La Nuit et le Moment, 2003
- Erik Berchot: Piano Elegance Vol 4 : Ballades, 2003
- Raynald Buraglio: L'Ami Tango, 2003
- Michel Legrand, Filmmusik zu Cavalcade, 2004
- Kristel Adams: Un Sens à Toute Chose, 2005

| Personendaten    | Personendaten                                 |
| ---------------- | --------------------------------------------- |
| NAME             | Sanchez, Raphaël                              |
| KURZBESCHREIBUNG | französischer Pianist, Komponist und Dirigent |
| GEBURTSDATUM     | 1964                                          |
| GEBURTSORT       | Paris                                         |